# ダマーヴァンド
ダマーヴァンド（Damávand）はイランのテフラーン州にある人口9万人の都市。

## 歴史
ダマーヴァンドは歴史ある古い都市である。この都市の名はサーサーン朝時代の文献にも表れ、その地にはパルティア時代の遺跡も発見されている。サーサーン朝の勢力下にあったが、651年にアラブ人（イスラム帝国）の攻勢により陥落した。
ダマーヴァンドは歴史遺産が豊富な街であり、37の墳墓遺構、27の城砦跡、23の重要な伝統的家屋、18の伝統的浴場(複合施設)、六つの洞窟、五つの歴史的橋梁、三つのモスク、三つのキャラバンサライがある。

## 地理・気候
フェルドウスィーがシャー・ナーメで明らかに触れている、イランで最も高いダマーヴァンド山にほど近く、一年を通して比較的に冷涼な気候である。